# 메이슨 홀게이트
메이슨 앤서니 홀게이트(Mason Anthony Holgate, 1996년 10월 22일 ~ )는 잉글랜드에서 태어난 자메이카의 축구 선수이다. 포지션은 센터백이며, 현재 카타르 스타스 리그의 알가라파에서 활약하고 있다.